# 鉢伏山 (兵庫県神戸市)

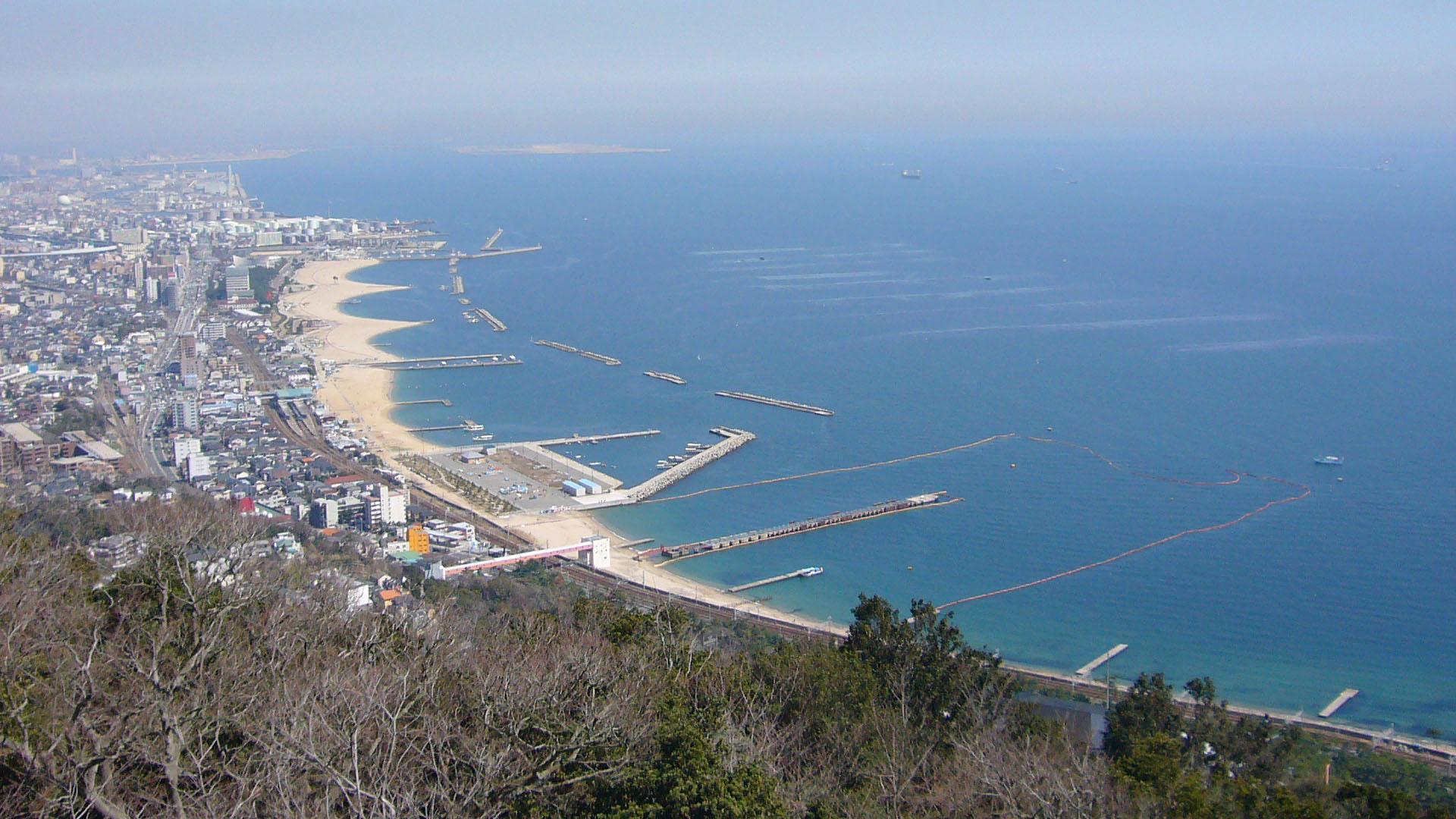
山頂の回転展望閣から須磨浦を望む

鉢伏山（はちぶせやま）は、兵庫県神戸市須磨区、六甲山系の西南端にある山。須磨海岸を展望する位置にある。

## 概要
標高は246m。隣接する鉄拐山（236m）とともに須磨浦公園内に位置し、山頂付近には須磨浦山上遊園がある。ハイキングコースが整備されているほかロープウェイとカーレーターで登ることもできる。周辺は治承・寿永の乱（源平合戦）の一ノ谷古戦場としても知られている。
約100万年前に北西と南東の両方向から強い圧縮力を受けて形成され、山体は花崗岩であるが、北西側の神戸層群とは横尾山断層、南東側の大阪層群とは須磨断層を境に接している。
測量の基準となる四等三角点「鉢伏山」（北緯34度38分36秒 東経135度5分40秒 / 北緯34.64333度 東経135.09444度）は実際には鉢伏山頂より北、尾根道を少し歩いた先にある旗振山（252.6m）の山頂にある。旗振山は鉢伏山よりも標高が高いものの一般の地図には記載されることは少なく、鉢伏山の一部のような扱いになっていることが多い。鉢伏山と旗振山の間の谷から旗振山山頂に掛けては須磨区と垂水区の区境が走っており、かつてはここが摂津国と播磨国の国境であった。
全長56kmに及ぶ六甲全山縦走路の最初の山である。

## 名前の由来
「鉢伏山」の名前は神功皇后が朝鮮遠征（三韓征伐）の帰路、この山の頂に兜の鉢を埋めたことに由来すると言われている。これと同様の名前に関する伝説は西宮市の甲山にも伝えられている。ただし、海側からのこんもりとした山容が鉢を伏せたように見えることから名付けられたとも考えることができる。
また、北の「旗振山」は江戸時代から明治にかけて大坂堂島（堂島米会所）の米相場価格を山上で大きな旗を振ることによる信号で西へと伝えていた（旗振り通信）ためにそう呼ばれるようになった。

## 交通アクセス
山陽電気鉄道本線須磨浦公園駅下車。徒歩登山または須磨浦ロープウェイ。

## 近辺の山
- 旗振山
- 鉄拐山
- おらが山（かつての高倉山）